# For Your Consideration
For Your Consideration (lett. "Da sottoporre alla vostra considerazione" o "alla vostra attenzione") è il nome con il quale si indica quella forma di campagna pubblicitaria organizzata dalle compagnie cinematografiche per promuovere un loro prodotto esaltandone le qualità, specie film in uscita o (negli Stati Uniti) titoli o attori in concorrenza ai premi Oscar.
La campagna consiste in manifesti pubblicitari, annunci su riviste di intrattenimento e banner in rete, e (nel caso di un titolo nominato per l'Oscar) si rivolge principalmente a un pubblico ristretto, come critici o membri dell'Academy of Motion Picture Arts and Sciences, per segnalargli un film o un'interpretazione meritevoli di essere premiati durante la cosiddetta "Notte degli oscar".
Ogni anno, i maggiori studi cinematografici e, in misura minore, le loro compagini affiliate del piccolo schermo e le emittenti televisive, investono ingenti somme di denaro per gli annunci For Your Consideration, nell'atto di pubblicizzare prodotti cinematografici, film o programmi distribuiti l'anno precedente. Negli anni dell'informazione in rete, questo genere di avvisi ha esordito, espandendosi, anche nei principali e più popolari siti web, con anche la possibilità di votarli tramite un indice di gradimento.

## Storia

### Dalla stampa alla rete
Verso la metà degli anni '90, in aggiunta agli avvisi pubblicitari via stampa, anche le emittenti iniziarono a elargire edizioni speciali all'interno dei loro programmi, per promuovere specifici titoli o comunque dare visibilità del loro contenuto al pubblico di casa. Per la corsa agli Emmy, nei set dei DVD era d'uso comune la possibilità di spedire via mail il proprio indice di gradimento di un determinato titolo, ma la complessità del meccanismo durante gli anni ha portato alla creazione di una sorta di corsa agli armamenti.
Alcune compagnie, comunque, in relazione alla diminuzione del capitale da investire per le campagne sviluppate in rete, hanno ivi concentrato l'attenzione sulla promozione in Internet mettendo sempre più da parte i costi per le spedizioni postali. Le applicazioni in rete hanno i loro benefici: nel 2009 Showtime ha lanciato un sito protetto da password che consentiva ai votanti di scaricare via streaming su dispositivi mobile i "For Your Consideration".